# 10 Волос Вероники
10 Волос Вероники (лат. 10 Comae Berenices), HD 107276 — одиночная звезда в созвездии Волос Вероники на расстоянии приблизительно 279 световых лет (около 85,6 парсек) от Солнца. Видимая звёздная величина звезды — +6,617m. Возраст звезды определён как около 646 млн лет.

## Характеристики
10 Волос Вероники — белая звезда спектрального класса Am, или AmFm, или A2, или A3-A7, или A6IV-V. Масса — около 1,949 солнечной, радиус — около 1,95 солнечного, светимость — около 12,958 солнечной. Эффективная температура — около 7787 K.

## Планетная система
В 2019 году учёными, анализирующими данные проектов HIPPARCOS и Gaia, у звезды обнаружена планета HIP 60123 b.